# Attulus laui
Espèce
Attulus laui est une espèce d'araignées aranéomorphes de la famille des Salticidae.

## Distribution
Cette espèce est endémique de Catalogne en Espagne,. Elle se rencontre vers Mura.

## Description
Le mâle holotype mesure 3,88 mm et la femelle paratype 6,65 mm.

## Systématique et taxinomie
Cette espèce a été décrite par Méndez en 2024.

## Publication originale
- Méndez, 2024 : « Diez nuevos registros aracnológicos para Cataluña incluyendo la descripción de dos nuevas especies (Araneae: Salticidae, Theridiidae). » Revista Ibérica de Aracnología, vol. 45, p. 75-82.